# Coop Norrbotten
Coop Norrbotten är en svensk konsumentförening för Norrbotten. År 2023 har föreningen drygt 147000 medlemmar och driver 43 butiker.
Föreningen har sitt ursprung i Luleå konsumtionsförening som grundades den 6 april 1919. Den första butiken öppnades den 1 september 1919. Konsum Luleå skulle senare utökas genom fusioner med närliggande konsumentföreningar. År 1965 ändrades namnet till Konsum Norrbotten. År 2010 ändrades namnet till Coop Norrbotten. År 2015 gick Coop Norrbotten och Coop Malmfälten ihop.
År 2002 ingick Konsum Norrbotten ett sponsoravtal med Luleå HF om att ishallen Delfinen skulle byta namn till Coop Arena. Sedan 2010 kallas den Coop Norrbotten Arena.

## Källhänvisningar
1. ↑  Årsrapport 2017 Arkiverad 4 november 2018 hämtat från the Wayback Machine., Coop Norrbotten
2. ↑  Coop Norrbottens historia: Åren 1900-1949, Coop
3. ↑  Coop Norrbottens historia: Åren 1950-1999, Coop
4. ↑  Konsum Norrbotten byter namn till Coop Norrbotten Arkiverad 5 november 2018 hämtat från the Wayback Machine., Coop
5. ↑  Storförening bildas i Norrbotten Arkiverad 5 november 2018 hämtat från the Wayback Machine., Coop
6. ↑  Delfinen finns inte mer, P4 Norrbotten, 29 maj 2002